# Uchidella longicaudata
Uchidella longicaudata là một loài tò vò trong họ Ichneumonidae.